# Castello Ruspoli (Vignanello)
Das Castello Ruspoli ist eine Burg in der Gemeinde Vignanello im Latium.

## Geschichte
Der Ort wird 847 zum ersten Mal als Festung erwähnt. Während des Pontifikats von Leo IV. wurde diese in ein Kloster umgewandelt.
Bis 1081 wurde es von Benediktinern bewohnt. 1169 gliederte Friedrich Barbarossa Vignanello in den Besitz der Freien Stadt Viterbo ein.
In den folgenden Jahrhunderten war der Besitz zwischen dem Heiligen Stuhl und den Familien Aldobrandini, Orsini, de Vico und Borgia umstritten.
1531 übergab Clemens VII. Vignanello an Beatrice Farnese. Durch die Heirat ihrer Tochter Ortensia mit Ercole Sforza Marescotti kam der Ort und die Festung in den Besitz der Familie Marescotti Ruspoli.
Ortensia Farnese ließ die Festung durch Antonio da Sangallo den Jüngeren zur Residenz ausbauen. An den Außenanlagen wirkte möglicherweise Vignola mit. Beim Umbau wurde der Festungscharakter bewahrt.

## Garten
|  |

Ottavia Orsini, Tochter des Vicino Orsini, Schöpfer des Sacro Bosco im nahen Bomarzo, heiratete Marcantonio Marescotti. Sie ließ ab 1610 den Renaissancegarten anlegen. Vier Wege trennen 12 rechteckige Flächen, die mit Buchsbaumhecken, ursprünglich Rosmarin, gestaltet sind. Diese Pflanzenskulpturen verleihen dem Garten seine geometrische Gestaltung. In der Mitte befindet sich ein Brunnen mit vier konchenhaften Balustraden.
Unterhalb des eigentlichen Gartens befindet sich der sogenannte Geheime Garten. Östlich erstreckt sich das ehemalige Jagdgebiet der Ruspoli.

## Gegenwart
|  |

Die Familie Ruspoli wohnt noch heute in der Burg. Vor allem der aktuellen Burgherrin Claudia Ruspoli ist die Rekonstruktion und der Erhalt der Parkanlagen zu verdanken.
Regelmäßig finden Führungen durch einige Säle und den Garten statt.
2021 wurden hier einige Szenen des Films Rosalinde gedreht. Ein großer Teil der Netflix-Serie The Decameron wurden im Park und im Umfeld gedreht. Die Innenaufnahmen der Burg fanden in Studios in Cinecittà statt.